# كارلا سوزاني
كارلا سوزاني (بالإنجليزية: Carla Sozzani)‏ (من مواليد 1947) هي مُحررة إيطالية وسيدة أعمال ومُقيمة معارض فنية. أسست كارلا سوزاني معرض كارلا سوزاني و10 كورسو كومو 10 Corso Como في ميلانو، وهو مول تجاري كبير للأطعمة والتسوق.

## حياتها المُبكرة
وُلد كارلا في مانتوفا في عام 1947، وتخرّجت من جامعة بوكوني في ميلانو. أثناء التحاقها بالجامعة في أواخر الستينات وأوائل السبعينات، بدأت كارلا العمل كمحررة في العديد من مجلات الموضة الإيطالية. كانت سوزاني خلال العقد التالي رئيس تحرير كل القضايا الخاصة بمجلة فوغ الإيطالية التي تعمل مع المصورين والفنانين سارة مون وهرب ريتس وبروس ويبر وباولو روفرسي وروبرت مابلثروب وويليام ويغمان وديبورا توربيفيل.

## حياتها المهنية
تركت سوزاني في عام 1986 العمل في مجلة فوغ الإيطالية وعيّنها ألكسندر ليبرمان لتصبح محررًا عامًا لمجلة فوج الأمريكية في إيطاليا.
أطلقت سوزاني في عام 1987 مجلة إل الإيطالية وعملت كمديرة تحرير لها. التقت سوزاني في عام 1989 بالفنان الأمريكي كريس روهس، حيث بدءا تعاونًا في حياتهما وعملهما. أسست سوزاني في عام 1990 معرض كارلا سوزاني في 10 كورسو كومو في ميلانو.
كان أول كتاب نُشر لها عن ووتر ألبيني، وتلاه كتب عن بيير كاردان، ورودي جيرنيتش، وباكو رابان وكتالوجات التصوير الفوتوغرافي. أشرفت سوزاني بعد ذلك على أكثر من 250 معرض للتصوير الفوتوغرافي والتصميم، وعرضت أعمال الفنانين بما في ذلك مان راي، وهورست، وآني ليبوفيتز، وهيلموت نيوتن، وديفيد لا شابيل، وجان بروف، ومارك نيوسون، وشيرو كوراماتا، ولوريتا لوكس وروبرت بوليدوري.
انضمت مساحات أخرى في 10 كورسو كومو إلى المعرض في عام 1991، بما في ذلك متجر للأزياء والتصميم، ومكتبة موسعة، ومطعم ومقهى مع حديقة المدينة، وفندق يحوي ثلاث غرف وحديقة على السطح.
ألفت سوزاني كتاب حديث مع نفسي، مع يوجي ياماموتو، الذي شاركت في نشره في شتيدل في عام 2001. قامت سوزاني بتنظيم معرض التصوير الفوتوغرافي في الهندسة الكهربائية والميكانيكية في باريس. وفي عام 2002 ، افتتحت 10 كورسو كومو في طوكيو، وهو مشروع مشترك مع ريي كواكوبو.
أنشأت سوزاني 10 كورسو كومو في سول في عام 2008 في شركة محاصة مع مجموعة سامسونج وهو موقع مكون من ثلاثة متاجر يجمع بين الموضة والفن والتصميم والمطبخ، من تصميم كريس روهس.
افتتح 10 كورسو كومو موقعه الثاني في سول - 10 كورسو كومو في أفينيو L في 31 مارس 2012، والذي صممه كريس روهس أيضًا.
تعاونت كارلا سوزاني في سبتمبر 2013 مع مجموعة تريندي العالمية لتقديم مفهوم 10 كورسو كومو إلى الصين. تم افتتاح 10 كورسو كومو شنغهاي الجديد في مبنى زجاجي قائم بذاته مع التصوير الفوتوغرافي والأزياء والتصميم والموسيقى والمأكولات مع مقهى المعجنات وتراس خارجي تحيط به النباتات.
في عام 2017 ، أسست سوزاني مؤسسة سوزاني التي التزمت بتعزيز الجودة والعمق الجمالي للحياة المعاصرة من خلال التوسع في معرفة التاريخ، والتنفيذ، واستخدام وعرض كل من الفنون التطبيقية والفنية.
من المُقرر أن يُفتتح 10 كورسو كومو في مدينة نيويورك في خريف 2018 في ساوث ستريت سيبورت مع شركة هاورد هيوز.

## حياتها الشخصية
فرانكا سوزاني (1950-2016)، رئيس تحرير مجلة فوغ الإيطالية لمدة طويلة هي شقيقتها.